# Kraj Transbaikal
De kraj Transbaikal (Russisch: Забайкальский край; Zabajkalski kraj), vernoemd naar het geografische gebied Transbaikal ("achter de Baikal"), is sinds 1 maart 2008 een kraj van Rusland. De kraj ontstond door de samenvoeging van de oblast Tsjita en het autonome district Aga-Boerjatië.
In april 2006 werd het proces voor de samenvoeging van beide deelgebieden in gang gezet. De gouverneur van de oblast Tsjita Ravil Geniatoelin en de gouverneur van Aga-Boerjatië Bair Zjamsoejev en de voorzitters van de beide regionale doema's Anatoli Romanov en Dasji Doegarov stuurden het voorstel naar president Poetin, die op 17 november 2006 zijn goedkeuring gaf. Het referendum voor de samenvoeging vond plaats in beide deelgebieden op 11 maart 2007, waarbij in beide deelgebieden meer dan 90% voor het voorstel stemde. Op 23 juli 2007 ondertekende president Poetin de wet die de samenvoeging bekrachtigde.
Naar aantallen van de volkstelling van 2002 heeft het deelgebied een inwoneraantal van 1.155.346. De grootste bevolkingsgroepen binnen de kraj zijn de Russen (1.037.502 of 89,80%), Boerjaten (70.457 of 6,1%) en de Oekraïners (11.843 of 1,03%).
Er zijn hiernaast plannen om dit nieuwe gebied op een later tijdstip samen te voegen met de republiek Boerjatië en de samengevoegde oblast Irkoetsk tot een kraj Bajkal.